# ESS 3200形電気機関車
ESS 3200形電気機関車（インドネシア語：Lokomotif listrik ESS 3200）は、かつてインドネシアのジャカルタとボゴールとの間で使われていた電気機関車である。オランダのWerkspoor社で1925年に製作され、インドネシアが植民地であった時代から1970年代まで用いられた。

## 概要
インドネシアの鉄道網の電化は、1923年に起工され、1925年にはジャカルタの都市圏で直流1500Vの架線のもと、運用が始められた。当時バタヴィアと呼ばれていたジャカルタとその周辺の電気鉄道の運営は、オランダ領東インドの国営鉄道 (SS) の下部組織である、Electrische Staats Spoorwegen (ESS) がおこなっていた。ESSは、3200形のほか、スイスのSLMおよびBBC製の3000形、ドイツのAEG製の3100形などの電気機関車も購入した。
当初、これらの電気機関車はタンジュン・プリオク駅とメースター・コルネリス (現在のジャティネガラ駅) との間で供用されたが、1930年に電化が完成したデポックを経てボイテンゾルグ (現在のボゴール) までの区間で使われるようになった。

## 保存機
1976年にKRLと呼ばれる日本製の電車が運行されるようになってからは大半の電気機関車は使用されなくなり、鉄くずにされてしまったが、唯一残ったESS 3201号機がジャカルタのマンガライ鉄道工場で、整備されていない状態で保管されていた。これを鉄道愛好者の団体であるインドネシア鉄道保存協会 (IRPS)  の主導の下でインドネシア鉄道会社(PT　KAI)が修復することになり、日本製の電車の機器を流用して、2007年の7月29日に作業が完了した。
2009年4月14日には、修復工事が完了したES 3201号機がタンジュンプリオク駅に貸し出され、ユドヨノ大統領による同駅の使用再開の記念式典に花を添えた。同年9月2日にマンガライ工場に戻され第二期修復工事が行われた。電気機器を修理し動態保存する予定であり、2013年7月18日にデポック駅で走行試験が行われ、マンガライ工場に在籍しているRheostatik電車が借り出された。その後、青を基調とする塗装へ変更された。この機関車を製造したヘーマフ・ヘンゲロ工場のパンフレットの色を参考にしたものである。
愛称はBonbonである。
2022年の8月17日に3201号機は8年ぶりに復活、77回目の独立記念日をさらに賑やかにするため、同じくオランダ製の客車2両（IW-38221とIW-38212）を牽引した。
2025年4月22日には、ジャカルタコタ駅で行われたジャカルタ電車運行100周年式典にて、Seri 8500 JALITA塗装車(元 東急電鉄8500系)、EA206系電車、EA207系電車と共に展示が行われた。

## ギャラリー

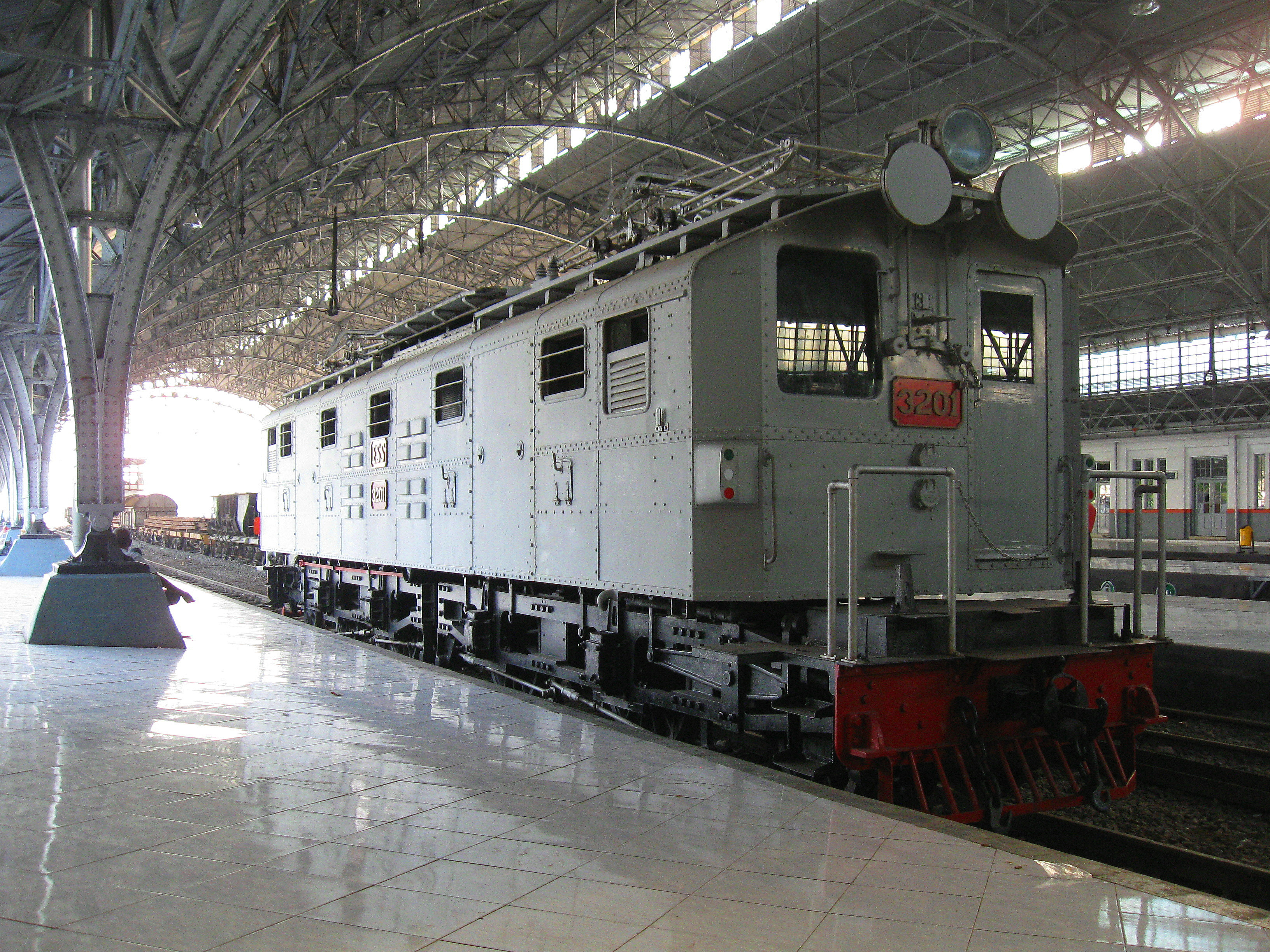
タンジュンプリオク駅にて（2009年5月27日）
ESS3201号機の車番
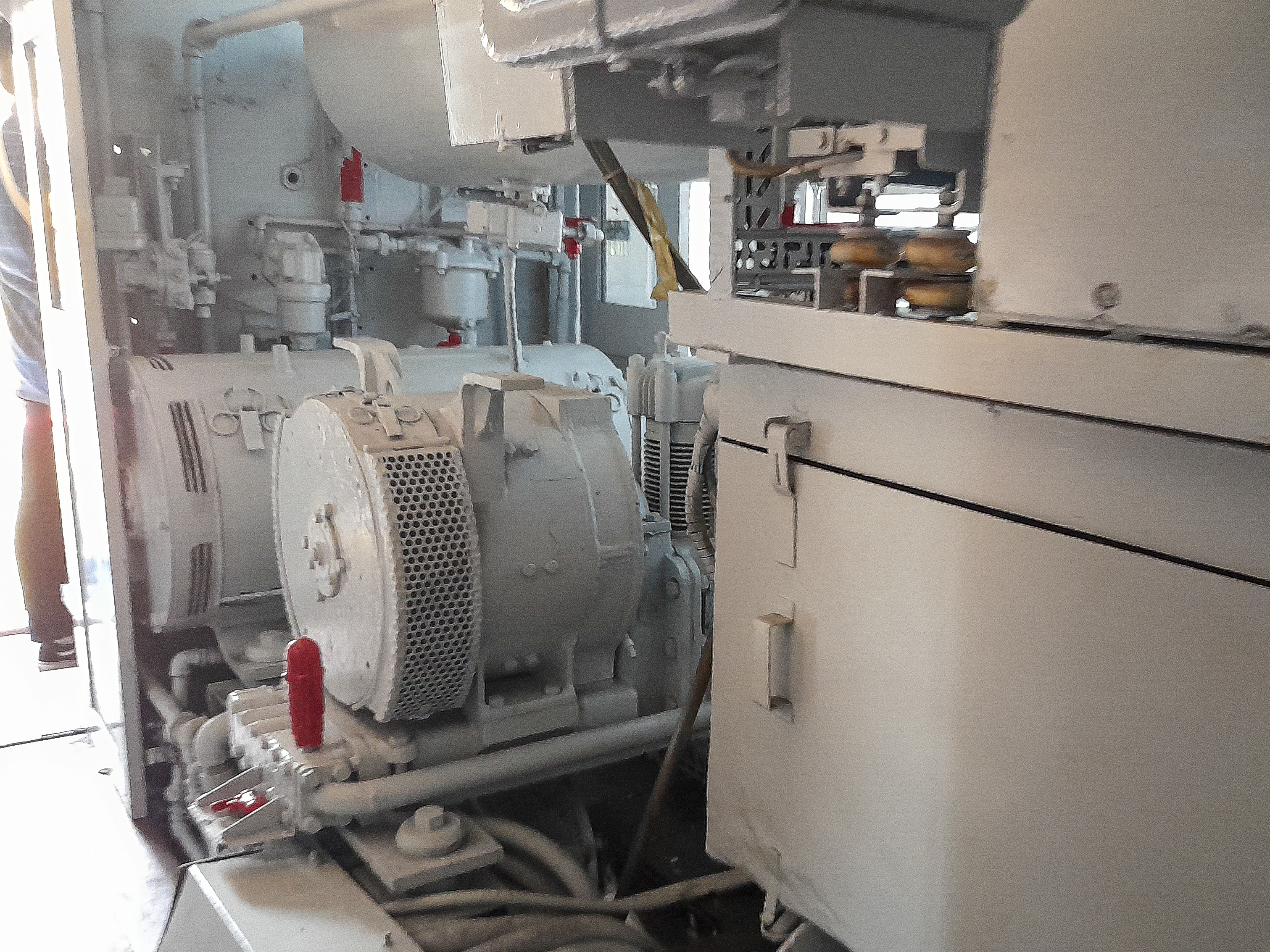
動態保存の際にRheostatik電車から流用された電動機
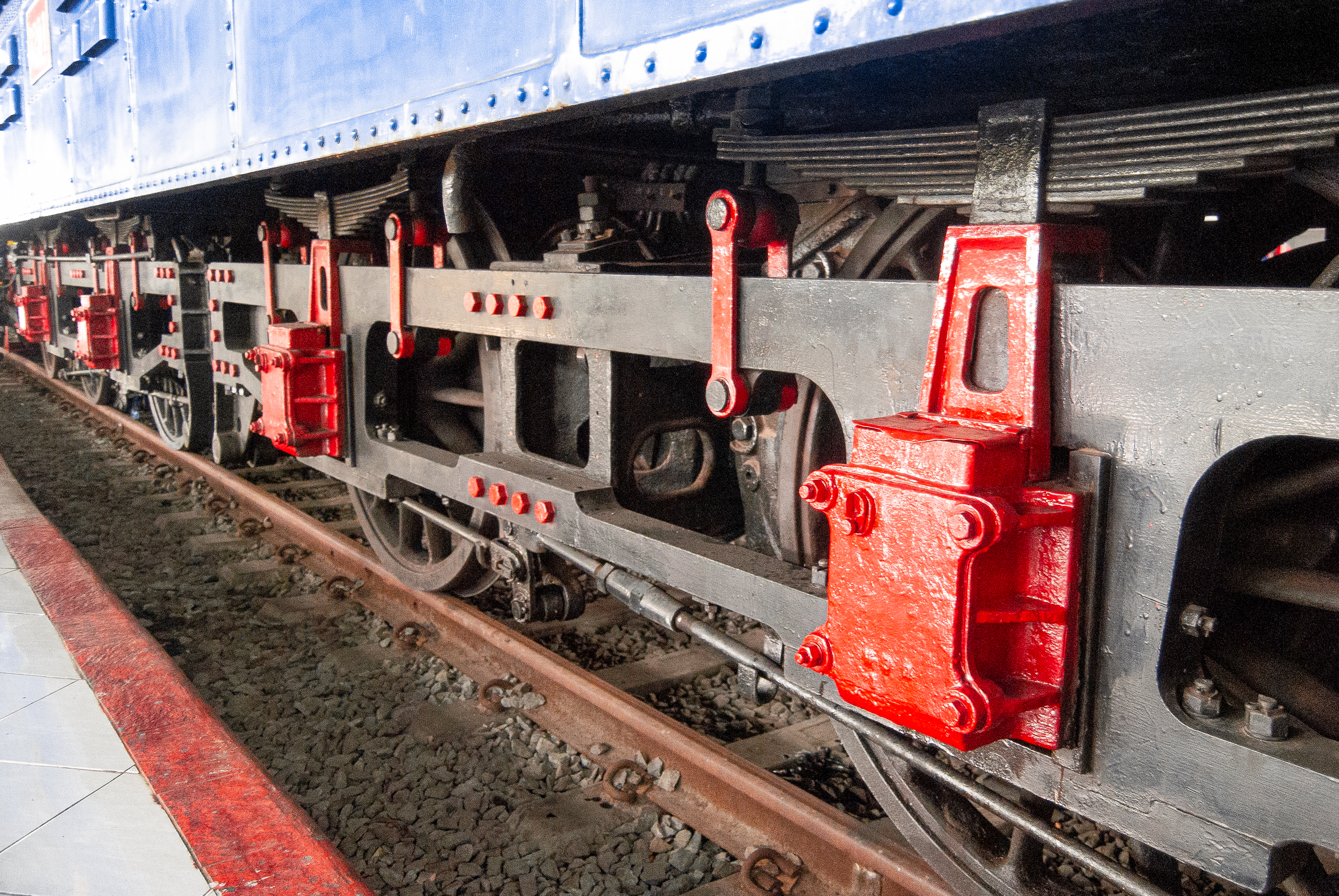
2-4-4-2の車軸配置
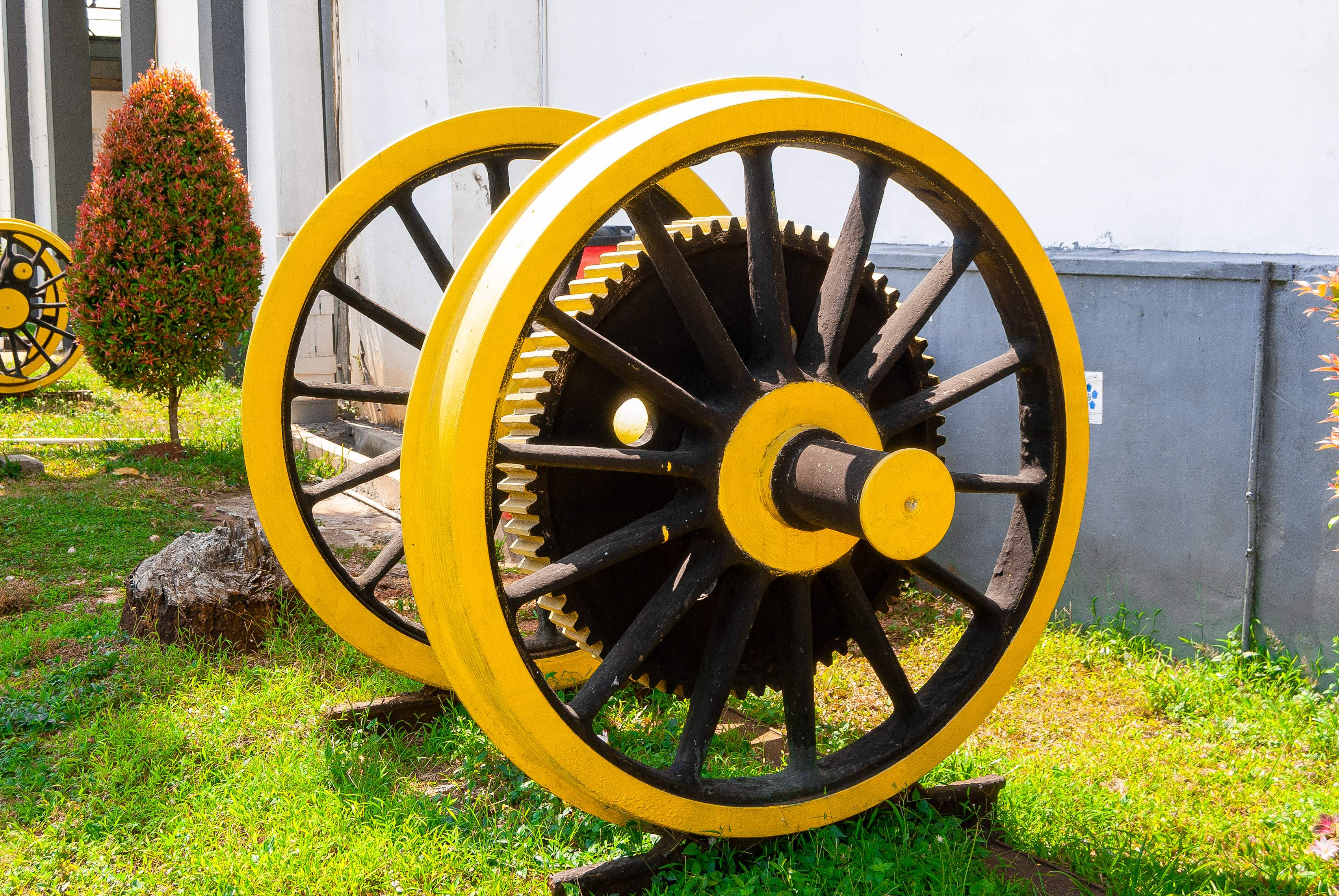
マンガライ工場にて展示されているESS 3200形の車輪。
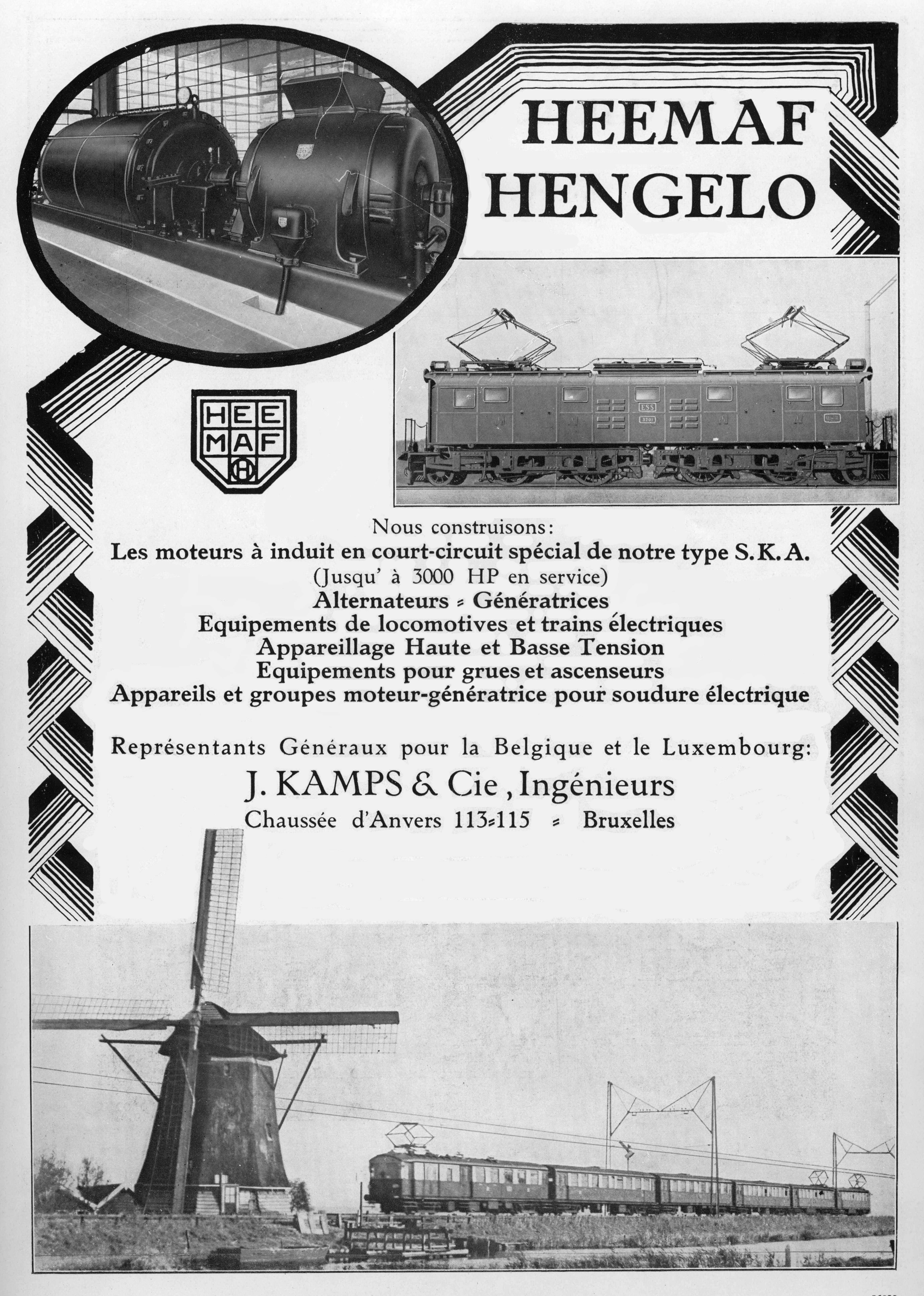
ESS 3200形を宣伝するヘーマフ・ヘンゲロ工場のパンフレット。
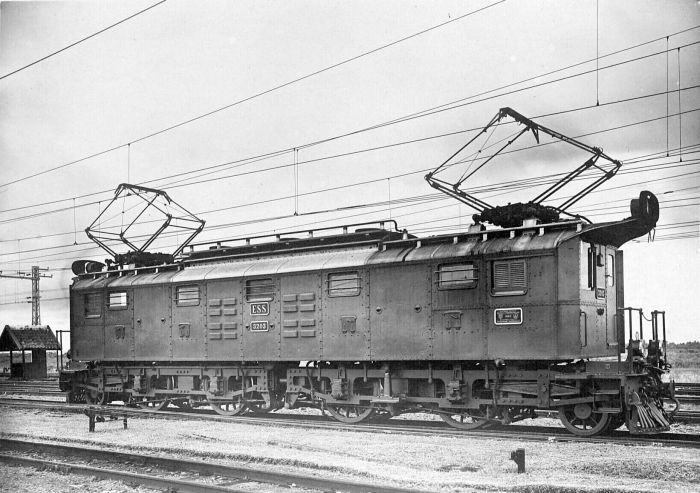
ESS 3200形、オランダ王立熱帯博物館の写真コレクションより
バタヴィア・ブイテンゾルク線（今のボゴール線）で運行されていた ESS 3200形（1931年頃）
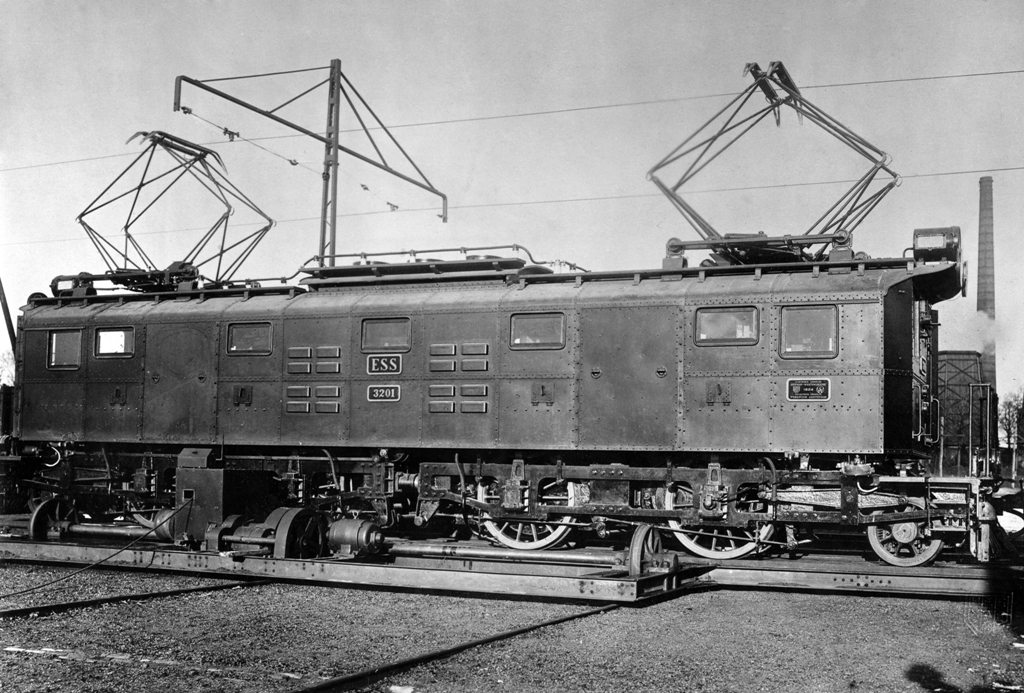
ESS3201号機 (オランダのWerkspoor工場)
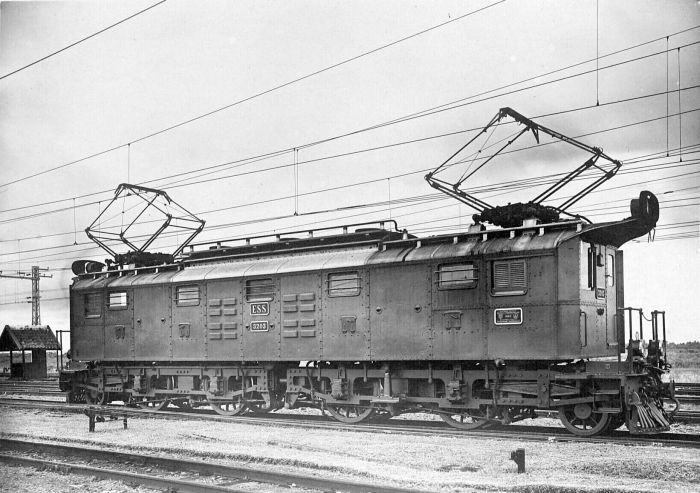
タンジョンプリオク駅に到着するESS 3203号機（1929年頃）
- 走行動画

## 参考
- Cleaning Up ESS 3201 locomotive (IRPS) （英語）

1. ↑  2014年10月13日にマンガライ工場を訪れた際、オランダ教育文化科学省文化遺産研究所の視察団の報告結果に基づき、当形式と登場時と同じ茶色に塗り直すよう意見を述べた。これは、ヘーマフ・ヘンゲロ工場のパンフレットに印刷されている青色が茶色の代替色であるためである。 1928 年当時のカラー印刷技術は未熟であり印刷できる色も非常に限られていたためである。当時は、カラー印刷で茶色を再現できなかった。ESS 3200形電気機関車が「Si Bon-bon 機関車」という愛称で呼ばれているのは塗装が茶色であったことも説明された。

1. 1 2  “Lokomotif Listrik ESS3201”. web.archive.org (2014年8月8日). 2025年4月24日閲覧。
2. ↑  “Lokomotif Listrik ESS3201”. web.archive.org (2014年8月8日). 2025年4月24日閲覧。
3. ↑  “Lokomotif Listrik ESS3201”. web.archive.org (2014年8月8日). 2025年4月24日閲覧。
4. ↑  Okta, Maria (2021年10月2日). “"Bon Bon," Mengenal Legenda Lokomotif Listrik Pertama di Indonesia” (英語). KabarPenumpang - Jalur Informasi Penumpang Tiga Moda. 2025年4月24日閲覧。
5. ↑  “XユーザーのIndonesian Railway Preservation Society (IRPS)さん: 「Namun, lok ini kemudian diganti lagi menjadi warna biru, dgn alasan mengacu pd warna sebuah brosur dari pabrik Heemaf Hengelo yang mempromosikan lok ini. Kini, lokomotif listrik legendaris ini disimpan di BY Manggarai dan digunakan untuk perayaan hari besar PT. KAI @mas_didiek https://t.co/WvEh5EzPPT」 / Twitter” (2022年8月16日). 2025年4月25日閲覧。
6. ↑  antaranews.com (1970年1月1日). “Napak tilas perayaan 100 tahun operasional KRL di Indonesia” (インドネシア語). Antara News. 2025年4月24日閲覧。